# オウレンセ・エンパルメ駅
オウレンセ・エンパルメ駅（ガリシア語: Estación de Ourense-Empalme、スペイン語: Estación de Orense-Empalme）はスペインガリシア州オウレンセ県オウレンセにあるスペイン鉄道インフラ管理機構（ADIF）の管理する駅である。モンフォルテ・デ・レモスとビーゴを結ぶ路線及びマドリードとサンティアゴ・デ・コンポステーラを結ぶ路線が乗り入れる接点であり、ガリシア州で最も重要な駅となっている。

## 歴史
1920年から1930年にかけて、オウレンセを経由してア・コルーニャとサモーラを結ぶ鉄道が計画され始めた。同時に既に開業していたビーゴとモンフォルテ・デ・レモスを結ぶ路線の駅はサモラからの路線と接続するために移転する必要が出て来た。またサモラからの路線はミーニョ川を渡る必要があった。
当初、元のラス・カルダス（Las Caldas）駅を貨物駅にして、別地点に新たに旅客駅を設置する事が考えられたが、最終的に技術者はオウレンセには貨物専用駅が必要な程の貨物需要は無いと考えた。24線の駅で旅客と貨物を取り扱う事を決め、旅客列車に5線、貨物列車の仕訳線と留置線に10線、高速貨物列車に2線、家畜貨物に2線を割く計画となった。
オウレンセ・エンパルメ駅建設のために217100m2の斜面から150万m3の土砂が取り除かれた。計画は変更され、46線の線路が敷かれ、26線が貨物用に、15線が予備機関車用に確保された。さらに、合計7000m2の土地に車庫、転車台、店舗、職員宿舎が整備された。機関庫は最大で機関車60両まで収容出来るように設計された。
オウレンセ・エンパルメ駅は1952年9月23日にキロガ枢機卿（Cardenal Quiroga）の祝福の下、フランコによって開かれた。駅は徐々にモンフォルテ・デ・レモス駅の役割を奪っていき、現在、全ガリシア州の列車運行の中心は当駅に移っている。
1000m2を占める駅舎はトバール・ビスバル（Tovar Bisbal）技師の手によってガリシア独特のパソ（pazo）の様式に似せて設計された。最も長いプラットホームは有効長260mで、ホームは地下通路と階段によって連絡されている。
数年後（2013年予定）には高速鉄道AVEの列車が駅に乗り入れる予定になっている。

## 列車

### 中距離列車
Media Distancia Renfe
| 起終点                                                      | <                                           | 系統 | >                                                      | 起終点 |
| ----------------------------------------------------------- | ------------------------------------------- | ---- | ------------------------------------------------------ | --- |
| サンティアゴ・デ・コンポステーラ （Santiago de Compostela） | ア・フリエイラ・マシデ （A Frieira Maside） | G-2  | オウレンセ・サンフランシスコ （Ourense-San Francisco） | プエブラ・デ・サナブリア （Puebla de Sanabria） サモーラ （Zamora）                                                                        |
| ビーゴ （Vigo）                                             | バルバンテス （Barbantes）                  | G-3  | オス・ピアレス （Os Peares）                           | モンフォルテ・デ・レモス （Monforte de Lemos） ポンフェラーダ （Ponferrada） ア・コルーニャ・サン・クリストバル （A Coruña-San Cristóbal） |

### 長距離列車
Larga Distancia / Grandes Líneas
バスク州方面からのアルコ・カミーノ・デ・サンティアゴやマドリードからア・コルーニャやビーゴ、ポンテベドラなどへ向かう列車は、当駅で行先別に2編成に分割される。この分割には15分から20分程度を要する。また、サモーラからの路線とサンティアゴ・デ・コンポステーラやア・コルーニャへ向かう路線は非電化であるのに対し、ビーゴとモンフォルテを結ぶ路線は電化されているため、ビーゴやモンフォルテから非電化区間のサンティアゴ・デ・コンポステーラやサモーラへ向かう列車は当駅で機関車を交換しなければならない。
| 列車                                                           | <<                                                                                       | >>                                                                                           |
| -------------------------------------------------------------- | ---------------------------------------------------------------------------------------- | -------------------------------------------------------------------------------------------- |
| アルビア（Alvia）                                              | ビーゴ（Vigo）                                                                           | バルセロナ・サンツ（Barcelona-Sants）                                                        |
| タルゴ（Talgo）                                                | ポンテベドラ（Pontevedra） ア・コルーニャ・サン・クリストバル （A Coruña-San Cristóbal） | マドリード・チャマルティン（Madrid-Chamartín） アリカンテ・テルミナル（Alicante-Terminal） 1 |
| アルコ・カミーノ・デ・サンティアゴ （Arco Camino de Santiago） | ア・コルーニャ・サン・クリストバル                                                       | アンダイエ（Hendaya）                                                                        |
| アルコ・カミーノ・デ・サンティアゴ （Arco Camino de Santiago） | ビーゴ                                                                                   | ビルバオ・アバンド（Bilbao-Abando）                                                          |
| トレンオテル リアス・ガジェーガス （Trenhotel Rías Gallegas）  | ポンテベドラ ア・コルーニャ・サン・クリストバル                                          | マドリード・チャマルティン                                                                   |
| エストレージャ・ガリシア（Estrella Galicia）                   | ビーゴ                                                                                   | バルセロナ・サンツ                                                                           |

1 アリカンテ行が土曜日、アリカンテ発が日曜日運行。